# San Fernando (Chiapas)
San Fernando é um município localizado no estado de Chiapas, no México.
San Fernando fica numa distância de 17 quilômetros aproximadamente da capital do estado de Chiapas em Tuxtla Gutiérrez.